# Nam Pai Chuan
Le Kung fu Nam Paï Chuan (Chinois : 少林南北拳. Litt. : « Boxe Shaolin du Nord et du Sud ») est un style de kung-fu Shaolin. Ses principales implantations se trouvent au Royaume-Uni, en Belgique, en France, en Nouvelle-Zélande, au Canada, au Japon et en Malaisie. Son nom signifie « poing du Nord et du Sud ».

## Le système
Le Nam Pai Chuan est avant tout un des innombrables styles du kung fu. C'est un art martial très complet et très diversifié : il inclut les coups avec les mains et les pieds, les attaques sur les points de pression, les blocages, les projections (chin-na), ainsi que les armes traditionnelles, différents taos et des techniques de Qi gong.

### Le Qi gong
Le Nam Pai Chuan inclut les exercices de Qi Gong, afin de renforcer les points faibles du corps, ou de pouvoir délivrer un coup surpuissant.  Les formes utilisées incluent le cri lorsqu'un coup est porté.
Des postures précises adoptées, dans le but de facilité l'écoulement du qi.  La posture de base se maintient les jambes légèrement fléchies et les bras légèrement détachés du corps. C'est une position relativement confortable qui facilite le déplacement du flot de qi.  D'autres postures existent, telles que des positions assises.
Certains exercices de qi gong incluent de lents mouvements avec tout le corps.

### Les grades
Bien que le Nam pai Chuan soit un art martial chinois, celui-ci comporte des ceintures.  Cela est dû au fait que le créateur du style, Sifu Christopher Lai, avait pratiqué des arts martiaux japonais, et repris l'idée. Parallèlement au karaté, les ceintures bicolores ne sont pas utilisées.
Notez qu'il n'existe pas de ceinture orange et que les ceintures du type « 2e couleur » ne changent pas, on garde la même ceinture.
| Blanche 1er degré, 9e grade. | 1er Jaune 1er degré, 8e grade. | 2e Jaune 1er degré, 7e grade. | 1er Verte 1er degré, 6e grade. | 2e Verte 1er degré, 5e grade. | 1er Bleue 1er degré, 4e grade. | 2e Bleue 1er degré, 3e grade. | 1er Marron 1er degré, 2e grade. | 2e Marron 1er degré, 1e grade. | Noire 2e degré ; 3e degré, etc. |

### Les styles animaliers
Les moines des temples Shaolin avaient eu l’idée d’observer la manière dont se battaient les animaux et décidèrent d’incorporer ces mouvements au kung fu. Il y a 5 animaux principaux, tels que le Dragon ou le Serpent et une multitude d’autres animaux, comme le Singe ou le Phénix. Chacun d’entre eux possède un style particulier, et le rapport de force entre les techniques martiales d’un animal et un autre correspond à celui que l’on trouve dans la nature.
Voici une liste exhaustive des animaux principaux.

#### Le Tigre (hu xing)
De tous les styles animaliers, le Tigre est le plus axé sur la force physique.  Sa technique de combat consiste à attaquer avec puissance sur une ligne droite. La majorité des coups du tigre visent à effectuer une forte attaque externe. La pratique du style du Tigre permet de renforcer le squelette et la musculature.
La technique la plus répandue dans ce style est la « griffe du Tigre »  (hu zhua), qui peut être formée en repliant les doigts vers la paume de la main ; contrairement à une idée reçue, une telle attaque ne vise pas uniquement la tête. Le style contient également des projections.

#### Le Léopard (bao xing)
Cet animal externe est moins massif que le Tigre. Par conséquent, à défaut d’être basé sur la force, le léopard est plutôt axé sur la rapidité et l’agression. La pratique du Léopard confère vitesse, flexibilité et agilité.
Le « poing du Léopard » est assez proche de la « griffe du Tigre », si ce n’est que les doigts sont repliés de façon que la phalange proximale se trouve dans le prolongement du dos de la main. Un tel coup peut être porté, par exemple, au niveau des côtes flottantes.

#### Le Serpent (she xing)
Le style du Serpent est l’un des plus dangereux pour l’adversaire, car il permet de porter des coups dévastateurs en ne prenant que peu de risques et en ne mobilisant que peu de force.
Les attaques du serpent sont quasiment toutes internes et consistent à attaquer des parties très fragiles du corps humain, comme les yeux, la gorge ou le nez. Le pratiquant du Serpent doit donc être très calme et posé durant un combat.  Les attaques du serpent se font souvent avec les doigts, permettant d’appliquer la force sur une petite surface, et d’accentuer la douleur.  Le Serpent est l’exact opposé du Tigre.
Le style du Serpent est basé sur la force interne, et inclut donc des techniques du Qi Gong.

#### La Grue (he xing)
Le style de la grue est sans doute l’un des plus gracieux et ses mouvements sont donc plutôt axés sur le côté visuel et artistique ; la pratique de la Grue permet de travailler les tendons et les ligaments.  Elle était vue par les Chinois comme un symbole de longévité.
En combat, la Grue préfèrera se tenir à distance de son adversaire. Elle attaque avec ses ailes (he yi), ou son bec (he zui) ; dans la pratique du kung fu, ces mouvements se traduisent respectivement par le tranchant intérieur de la main, et un coup similaire à une pique formée des quatre premiers doigts, en partant du pouce inclus.
La Grue, tout comme le Serpent, incorpore les techniques sur les points de pression, permettant d’appliquer une douleur intense en déployant très peu de force musculaire.

#### Le Dragon (long xing)
Le Dragon est l’animal mythologique par excellence de la Chine, approchant le statut de demi-dieu.
Le style du dragon est le plus spirituel, et utilise des techniques internes comme externes.  Le style du Dragon peut être vu comme une fusion du style de Tigre et du Serpent, car il est assez proche des deux, mais il constitue bien un animal à part.

### Les armes

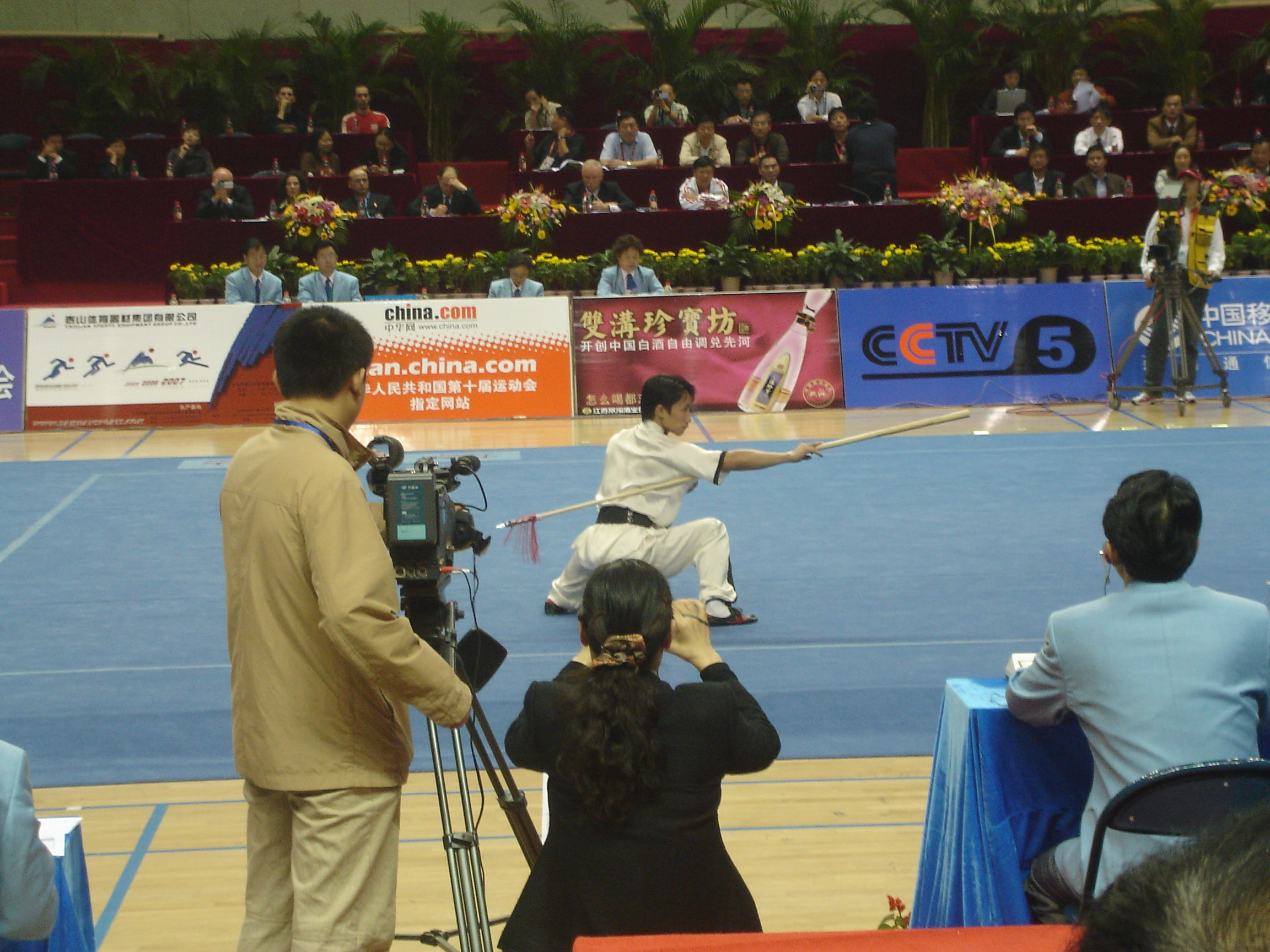
Tao à la lance.

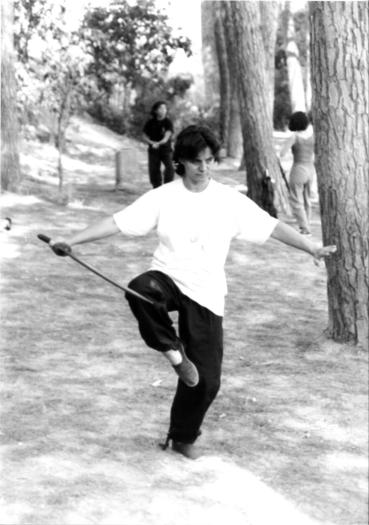
Tao au sabre.

Le style inclut également les techniques des 18 armes traditionnelles utilisées en Wushu.  Celles-ci interviennent généralement après la ceinture noire.  Voici une liste exhaustive des armes les plus employées en Nam Pai Chuan.

#### Lesabre(dao)
Lame courbe à un seul tranchant, le sabre est une arme certes classique, mais très puissante.  Elle peut notamment battre la lance, et la chaîne Shaolin.  C'est l'arme la plus stable et la plus équilibrée.

#### L'épée(jian)
L'épée est très différente du sabre, elle est symétrique et possède deux tranchants. Elle est appelée « Reine des armes courtes » en raison de sa versatilité.  Le maniement de l'épée est en général plus artistique que celui du sabre, plus lourd.

#### Lescouteaux papillon(hudie shuang dao)
les couteaux papillon sont une paire de petits sabres.  Cette arme est surtout utilisée dans le Sud de la Chine.  Maniés par deux, ils sont une très bonne balance des capacités offensives et défensives.

#### Lebâton(gun)
Souvent appelé « La Grand-Père des armes », le bâton est sans doute l'arme la plus ancienne.  Il se manie généralement à deux mains.  L'apprentissage de cette arme est « obligatoire » en Nam Pai Chuan, car les mouvements enseignés avec elle reviennent dans l'apprentissage d'autres armes.

#### Letribâton(san jie gun)
À ne pas confondre avec le nunchaku japonais à trois branches, le tribâton est en revanche un bâton divisé en trois sections reliées par une chaîne. Les sections sont en général faites de bois dur, ou recouvertes de mousse, pour l'entrainement.

#### Lalance(cheung)
Elle peut être à pointe double ou unique. La lance comporte du crin de cheval peu avant la pique. Il permet de détourner l'attention de l'adversaire et d'arrêter le sang provenant de la pique.  Elle peut être vue comme une extension du bâton, ce qui en fait une arme excellente. Cela lui a valu le surnom de « Reine des longues armes ».